# Cantonul Châteauneuf-la-Forêt
Cantonul Châteauneuf-la-Forêt este un canton din arondismentul Limoges, departamentul Haute-Vienne, regiunea Limousin, Franța.

## Comune
| Comune                   | Populație (1999) | Cod poștal | Cod INSEE |
| ------------------------ | ---------------- | ---------- | --------- |
| Châteauneuf-la-Forêt     | 1.640            | 87130      | 87040     |
| La Croisille-sur-Briance | 708              | 87130      | 87051     |
| Linards                  | 1.094            | 87130      | 87086     |
| Masléon                  | 349              | 87130      | 87093     |
| Neuvic-Entier            | 939              | 87130      | 87105     |
| Roziers-Saint-Georges    | 187              | 87130      | 87130     |
| Saint-Gilles-les-Forêts  | 54               | 87130      | 87147     |
| Saint-Méard              | 382              | 87130      | 87170     |
| Surdoux                  | 42               | 87130      | 87193     |
| Sussac                   | 352              | 87130      | 87194     |